# Айвадж

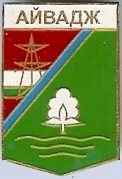
Герб села часів СРСР

Айва́дж (тадж. Айваҷ) — село у складі Хатлонської області Таджикистану. Входить до складу джамоату Джури Назарова Шахрітуського району.
Населення — 6473 особи (2017; 2399 в 1976).